# Monument în memoria consătenilor căzuți în 1941-1945 (Pervomaisc)
Monumentul în memoria consătenilor căzuți în 1941-1945 este un monument amplasat în Pervomaisc, Unitățile Administrativ-Teritoriale din Stînga Nistrului, Republica Moldova. Este un monument istoric de importanță națională inclus în Registrul monumentelor Republicii Moldova ocrotite de stat cu nr. 1282 (raionul Slobozia).